# Seleção Brasileira de Novos
A Seleção Brasileira de Novos foi como era chamada, até os anos 1980, a seleção brasileira de futebol formada por jogadores não-profissionais ou recém-profissionalizados, não havendo limites precisos de idade.
O campeonato mais conhecido disputado por essa equipe foi o Torneio de Toulon, na França, o qual ela já conquistou por seis vezes. Hoje em dia, porém, ele é disputado por equipes da categoria Sub-20.

## Retrospecto contra adversários
| Retrospecto                   | Retrospecto | Retrospecto | Retrospecto | Retrospecto | Retrospecto | Retrospecto | Retrospecto   | Retrospecto   |
| Adversário                    | Jogos       | Vitórias    | Empates     | Derrotas    | Gols pró    | Gols contra | Saldo de gols | Competição[i] |
| ----------------------------- | ----------- | ----------- | ----------- | ----------- | ----------- | ----------- | ------------- | ------------- |
| Seleção Brasileira de Futebol | 1           | -           | -           | 1           | 1           | 7           | -6            | Amistoso      |
| Flamengo                      | 1           | -           | -           | 1           | 0           | 4           | -4            | Amistoso      |

## Jogadores com passagens pela Seleção Brasileira de Novos
| - Muricy Ramalho - Walter Dib | - Gersinho - Cláudio Danni | - Odair Mocellin - Juninho Fonseca | - Éverton Nogueira - Dadão | - Betão - Assis Paraíba |